# Biserica de lemn din Mitrofani

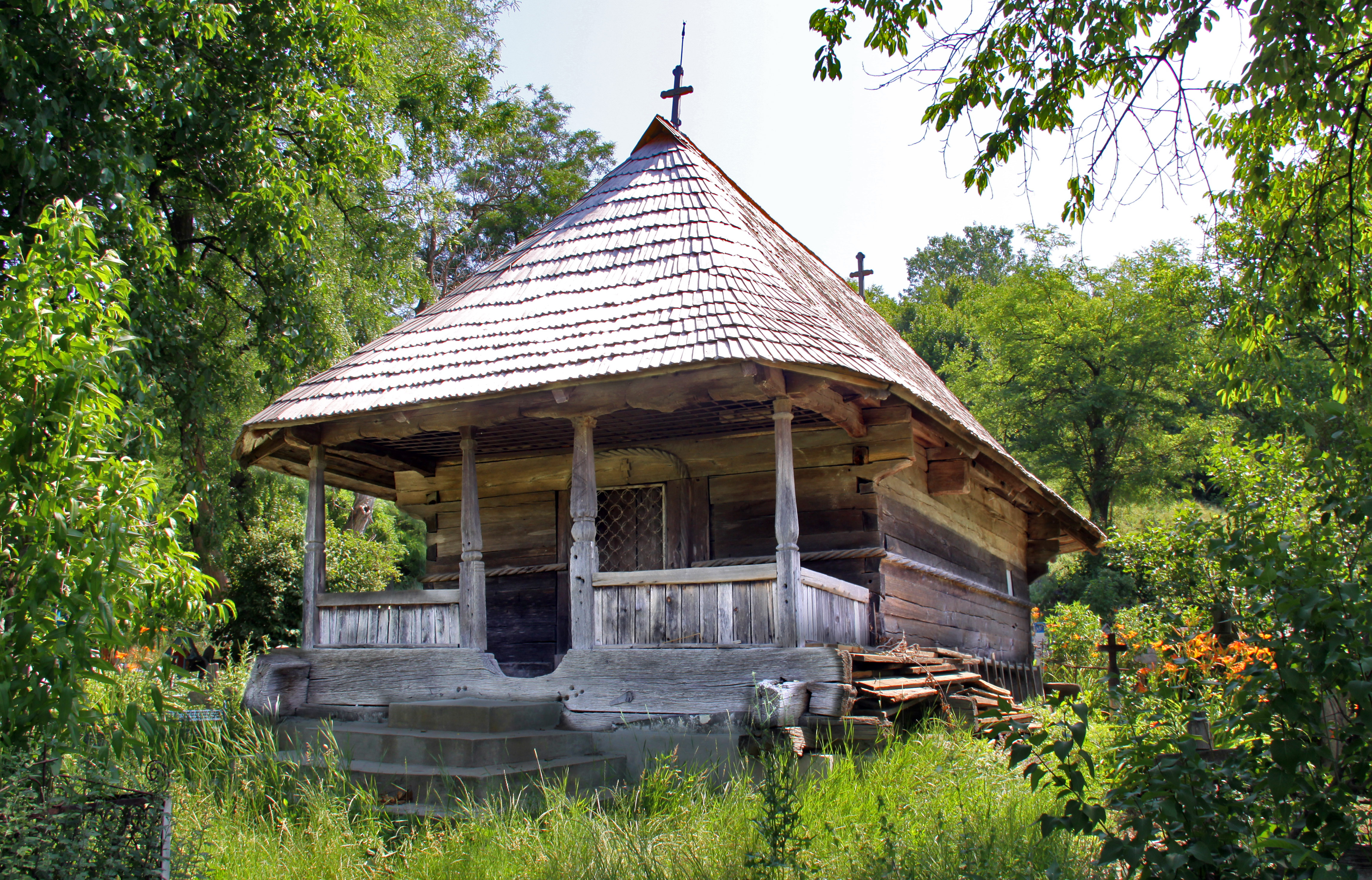
Biserica de lemn din Mitrofani. Foto: 2009

Uşile împărăteşti, datate 1849. Foto: 2009

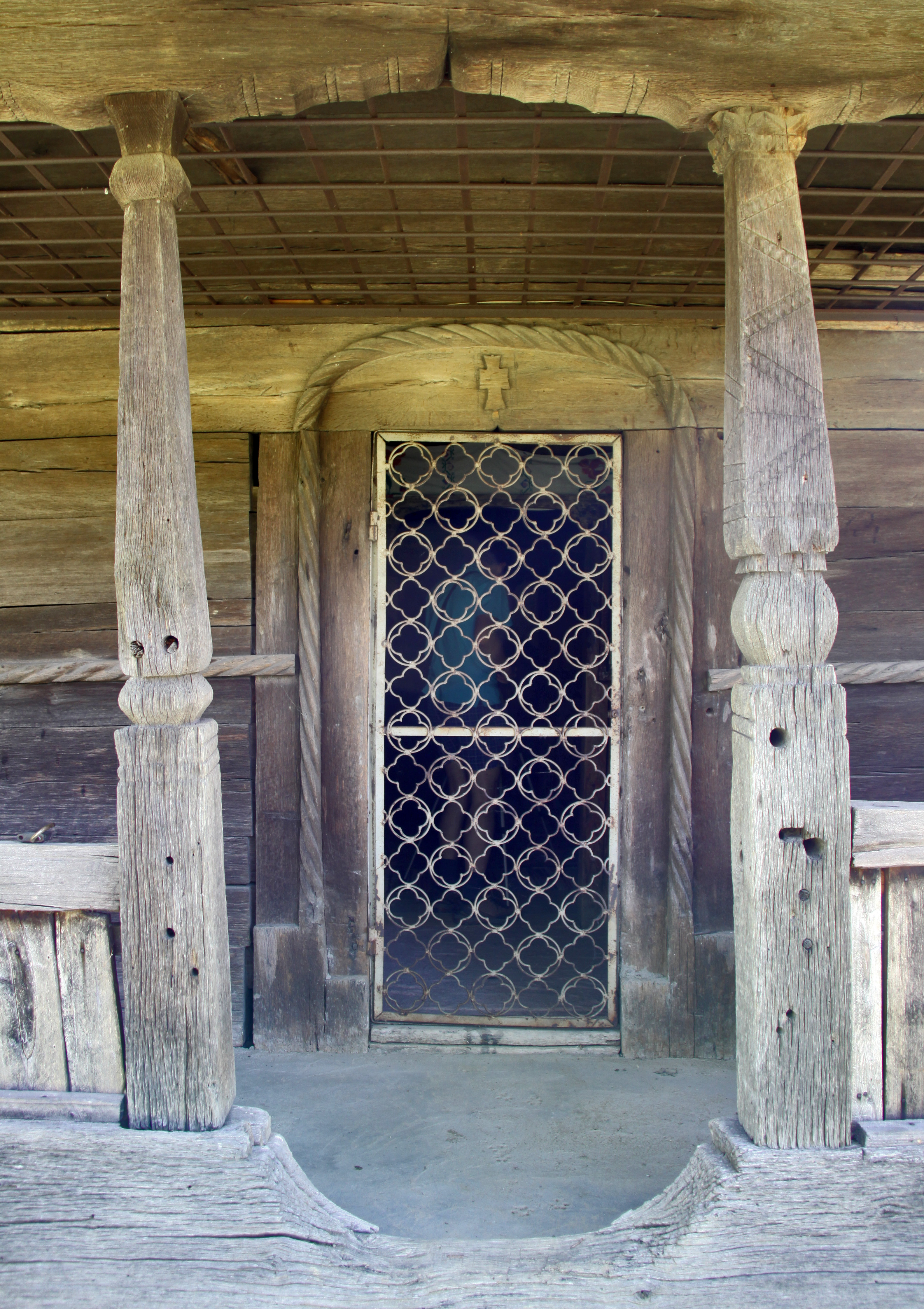
Intrarea în biserică printre stâlpii pridvorului şi portalul uşii. Foto: 2009

Biserica de lemn din Mitrofani se află în satul cu același nume din județul Vâlcea, în cimitir, la Nuc. Conform datelor arhivistice biserica ar fi ridicată la anul 1813. Poartă hramul „Sfinții Voievozi”. Biserica este înscrisă pe noua listă a monumentelor istorice, LMI 2004:  VL-II-m-B-09827. În marginea satului, a mai existat o biserică de lemn la schit, care a ars în întregime în anul 2000.

## Istoric
In anul 1813 a fost construită biserica de lemn de la Nuc, din cimitirul satului. Ea a fost distrusă de turci in 1821 și refăcută în 1822. Perioada în care ea a fost cu aproximație ridicată poate fi verificată cu biserici de lemn asemănătoare din Oltenia de nord, precum cele de la Cetățeaua, Rugetu-Valea Babei sau Sohodol. Trebuie remarcate semnele de mutare sau refacere, încă vizibile pe pereții exteriori. Toate acestea par a da substanță datelor istorice cunoscute despre această biserică.
Pictura iconostasului poate fi datată de anul erei bizantine „7349” înscris pe ușile împărătești, care se traduce prin anii 1840-1841 ai erei noastre. Pe o cruce de mână păstrată în biserică este incizat anul 7346, ceea ce întărește presupunerea că întrega biserică a fost înzestrată cu cele necesare cultului înainte de mijlocul secolului 19, cel mai probabil între anii 1837-1841.  
Iconostasul a fost vitregit de iconele sale din registrele inferioare în anii din urmă. Recent, acoperișul bisericii a fost refăcut de primărie, asigurând protecția bisericii de intemperii. 

## Trăsături
Biserica prezintă o succesiune de încăperi specifică zonei Olteniei, cu pridvor, tindă, naos și altar, desfășurate de la apus spre răsărit. Interiorul este acoperit cu o boltă unică, ce se întinde din tindă până în altar, unde se racordează la pereții poligonali dinspre răsărit. 
Toată construcția este protejată de un acoperiș unic, acoperit cu două rânduri de șiță. Diagonalele ce întăresc căpriorii indică totuși un material mai greu de acoperire inițial, foarte probabil paie, stuf sau alt material asemănător.

## Imagini exterioare

sud-vest
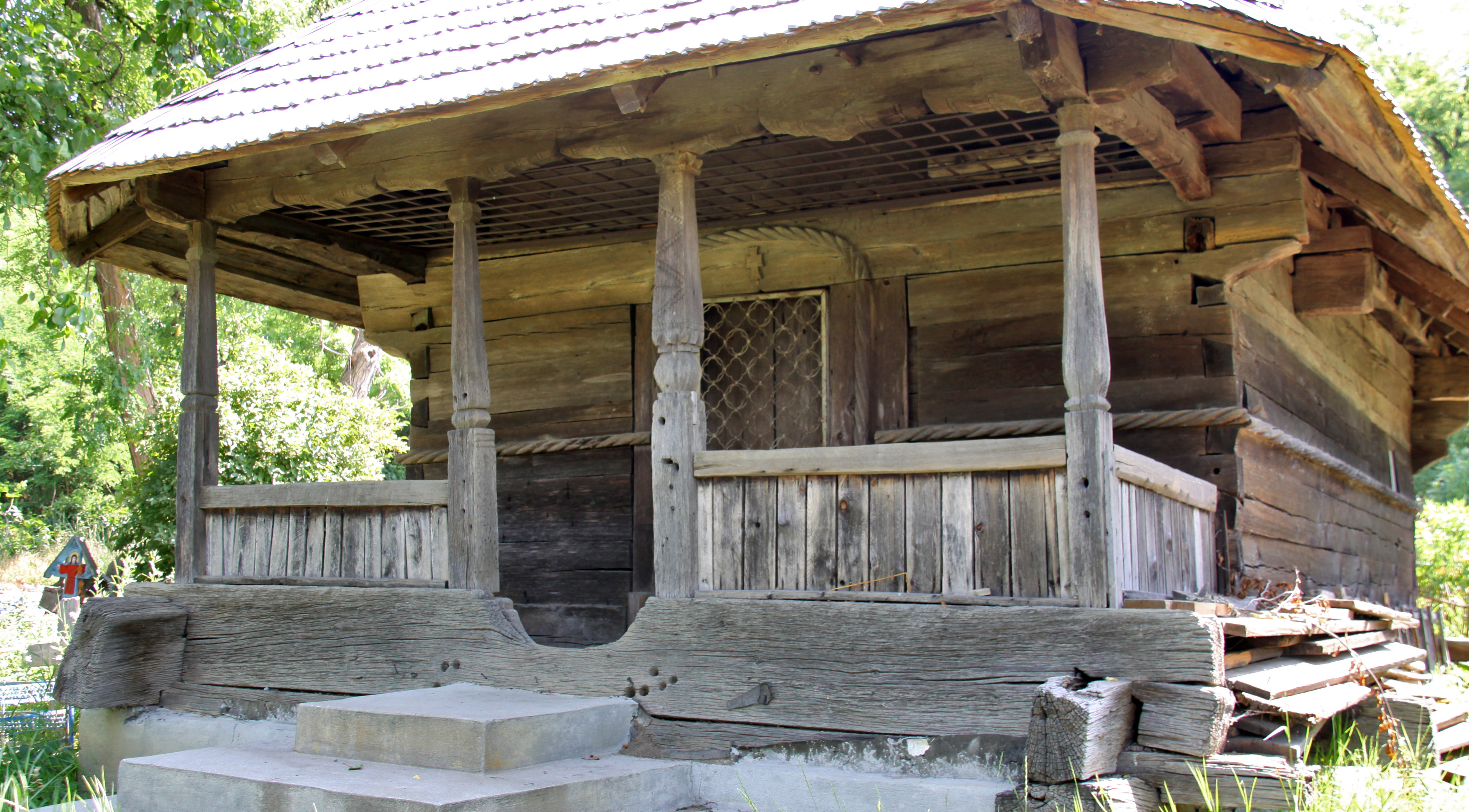
pridvor
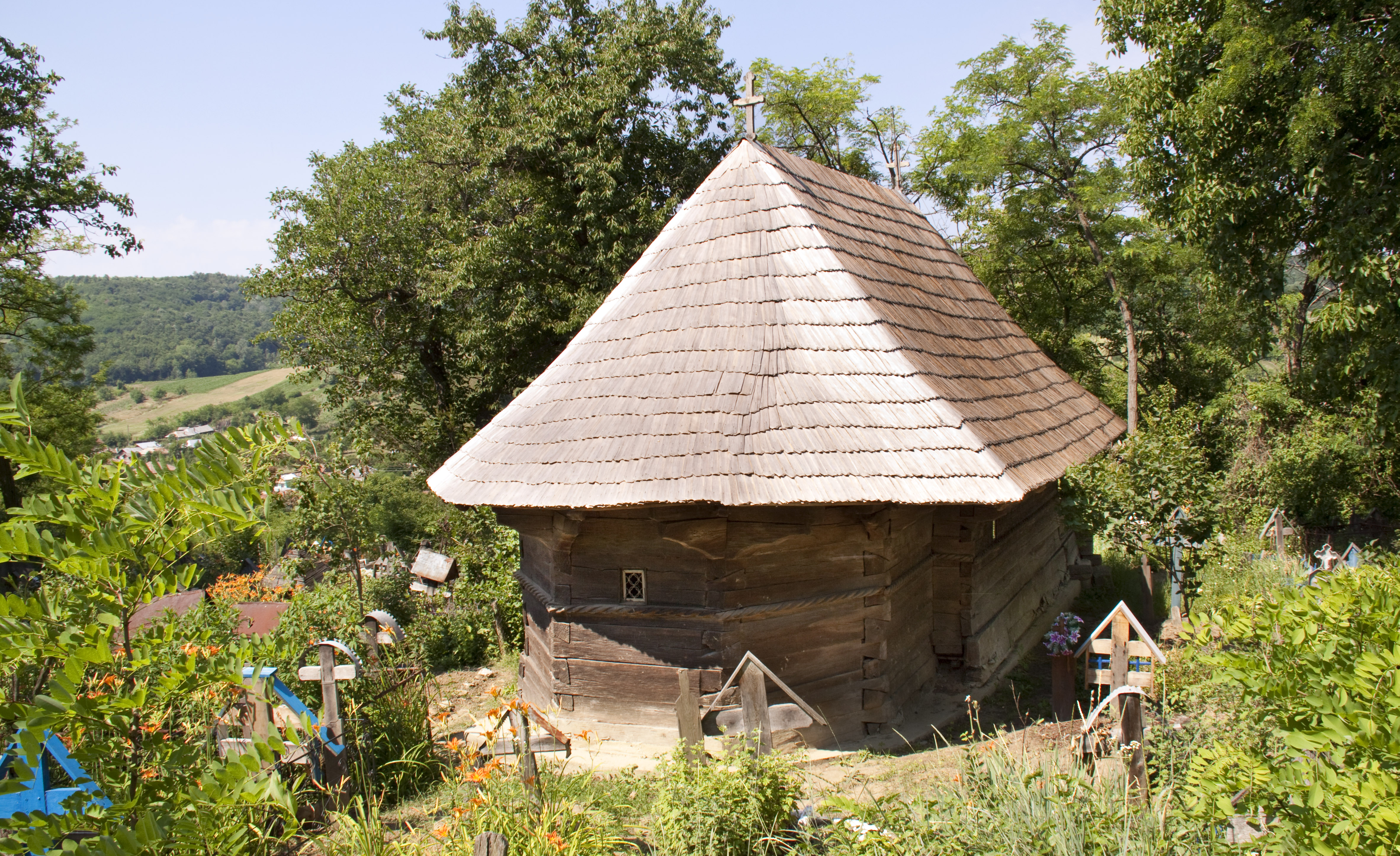
răsărit
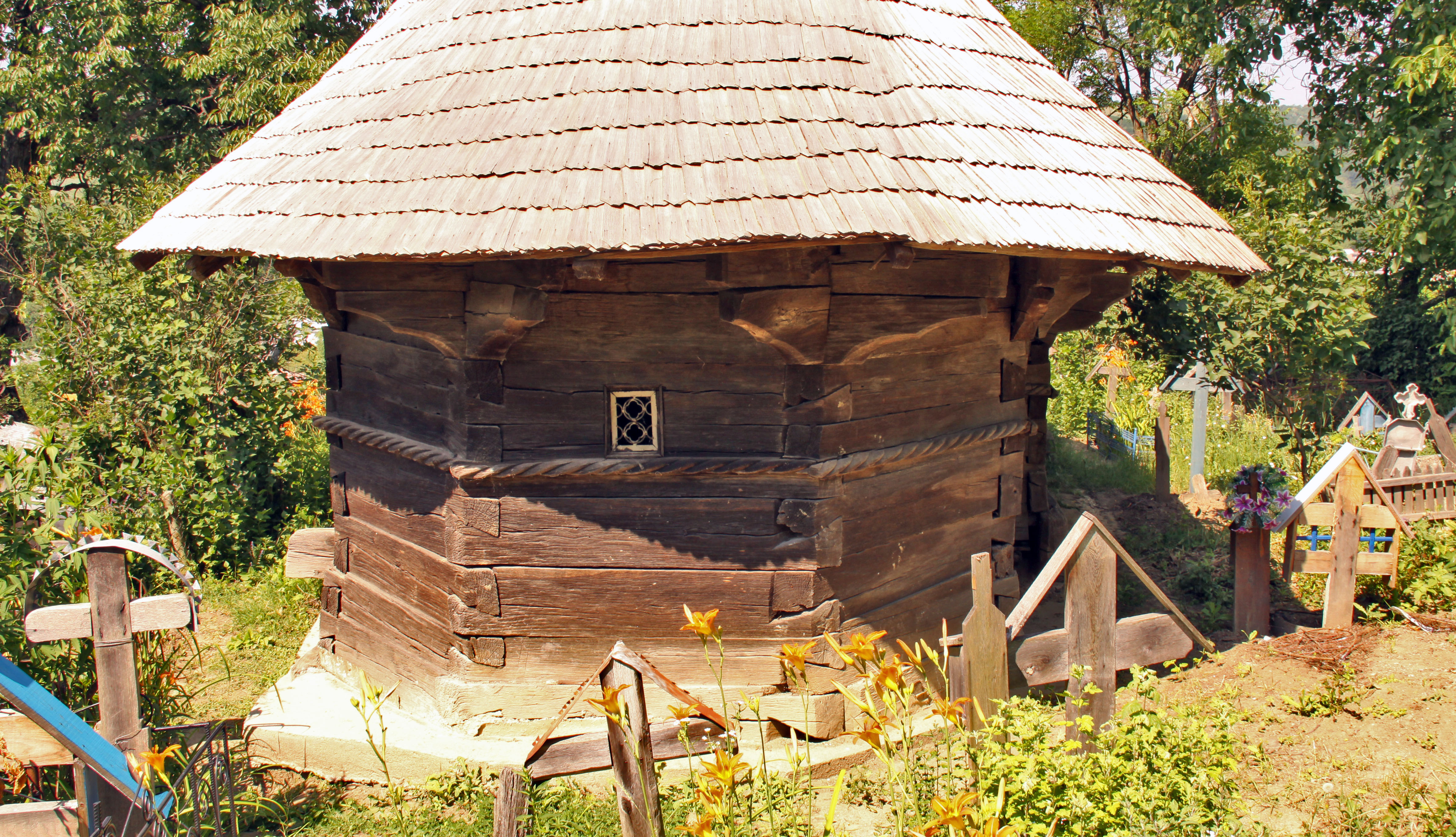
dosul altarului
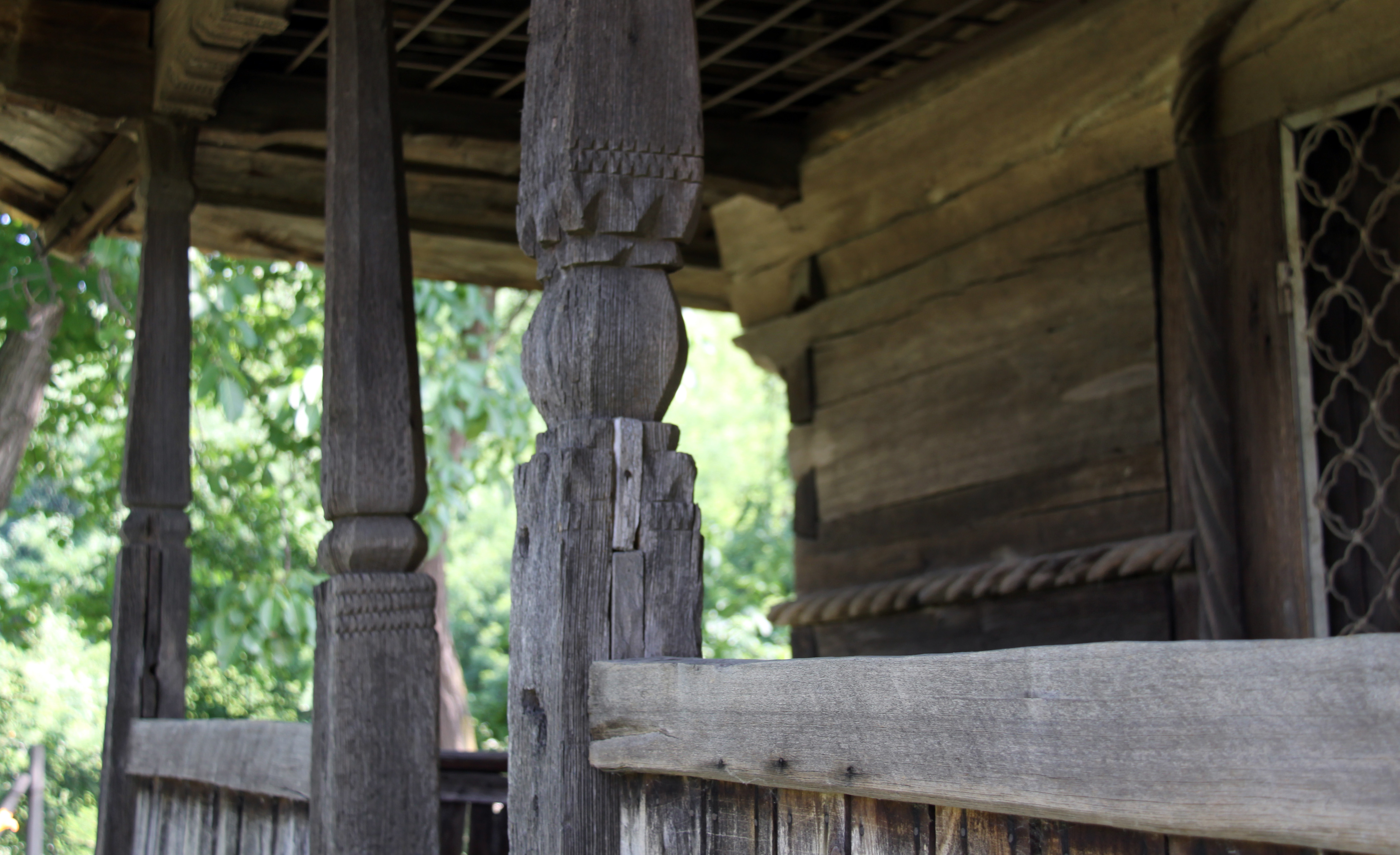
stâlpi pridvor
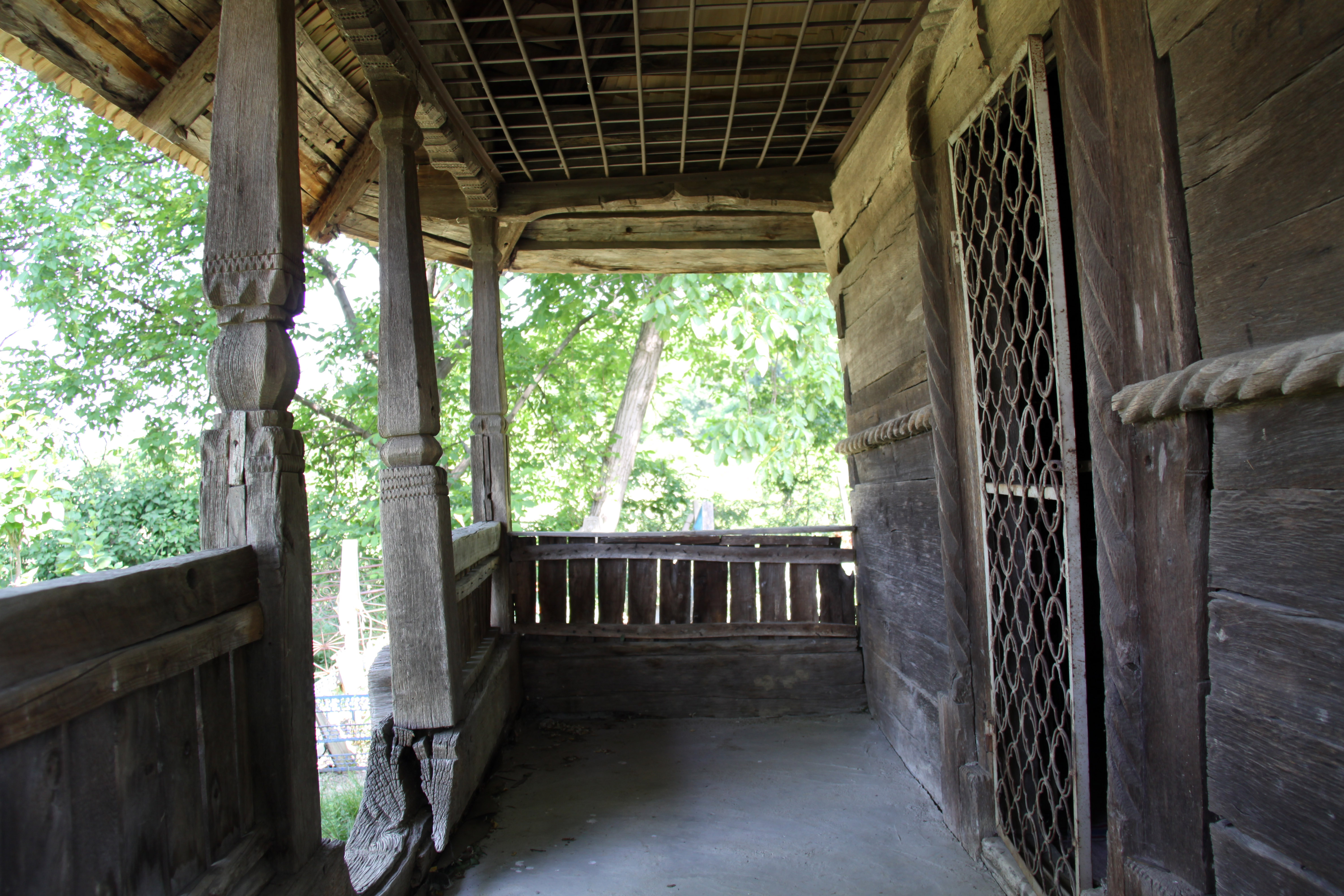
în pridvor
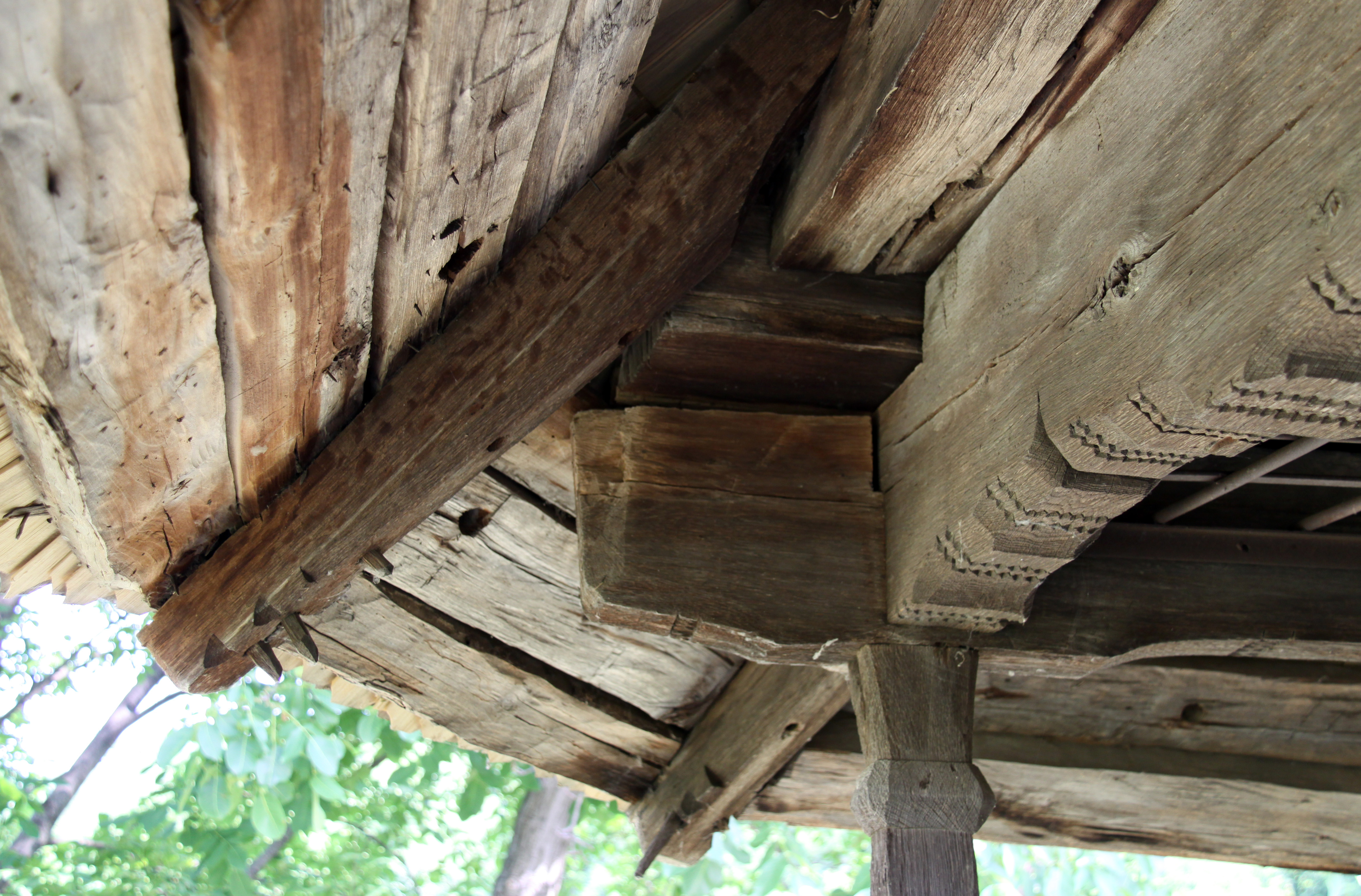
streașină pridvor
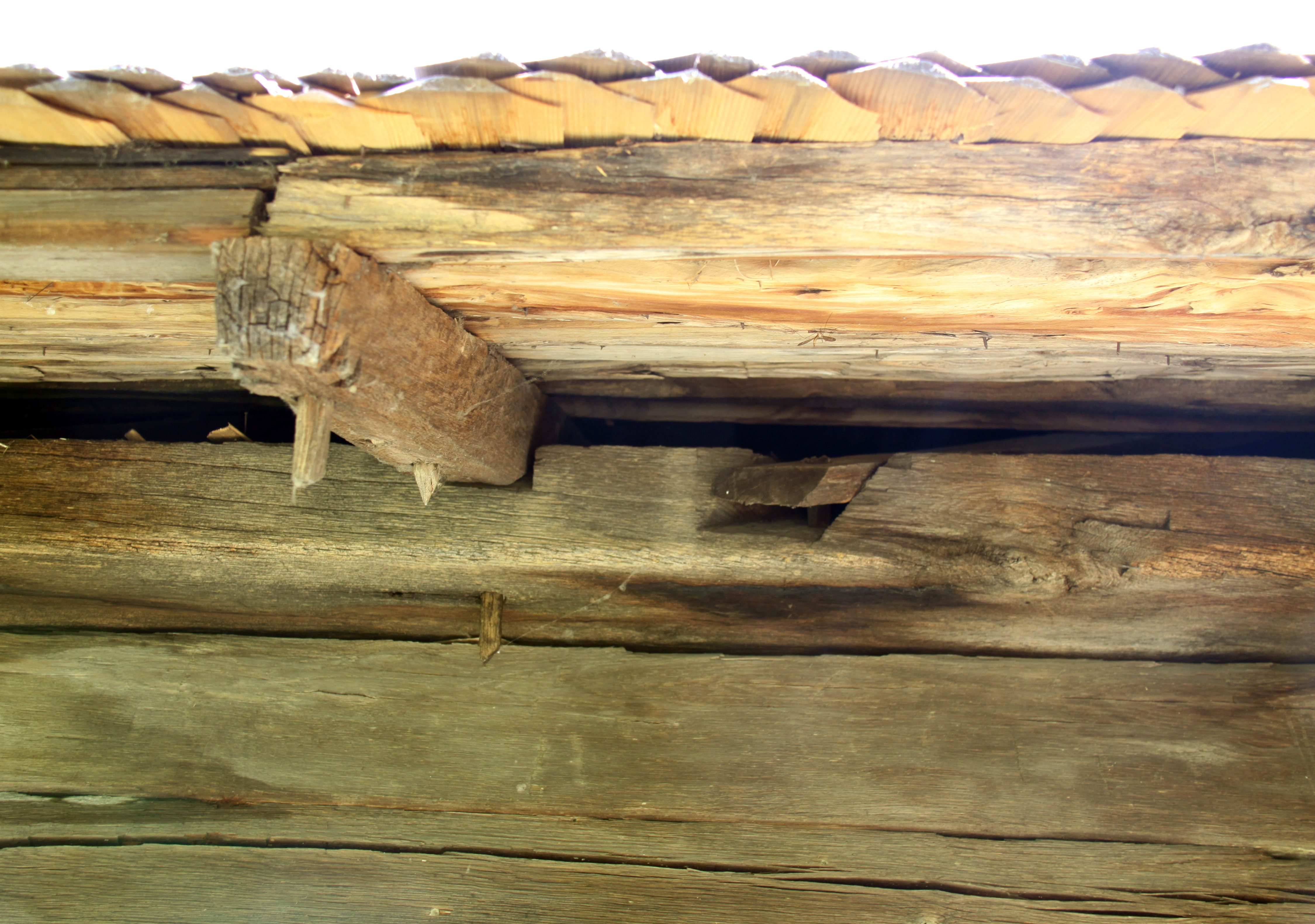
streașină sud
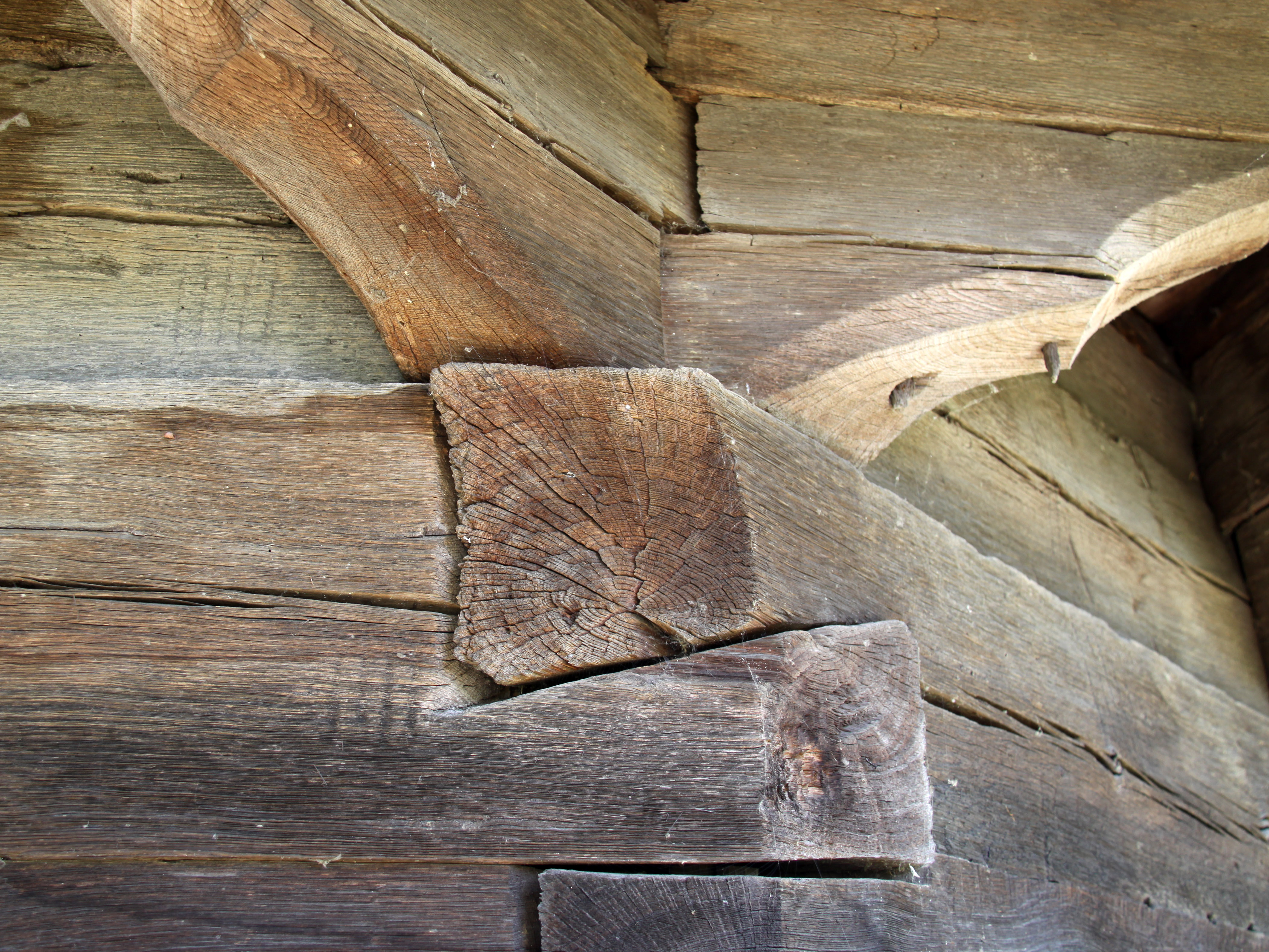
semne de mutare

## Imagini interioare

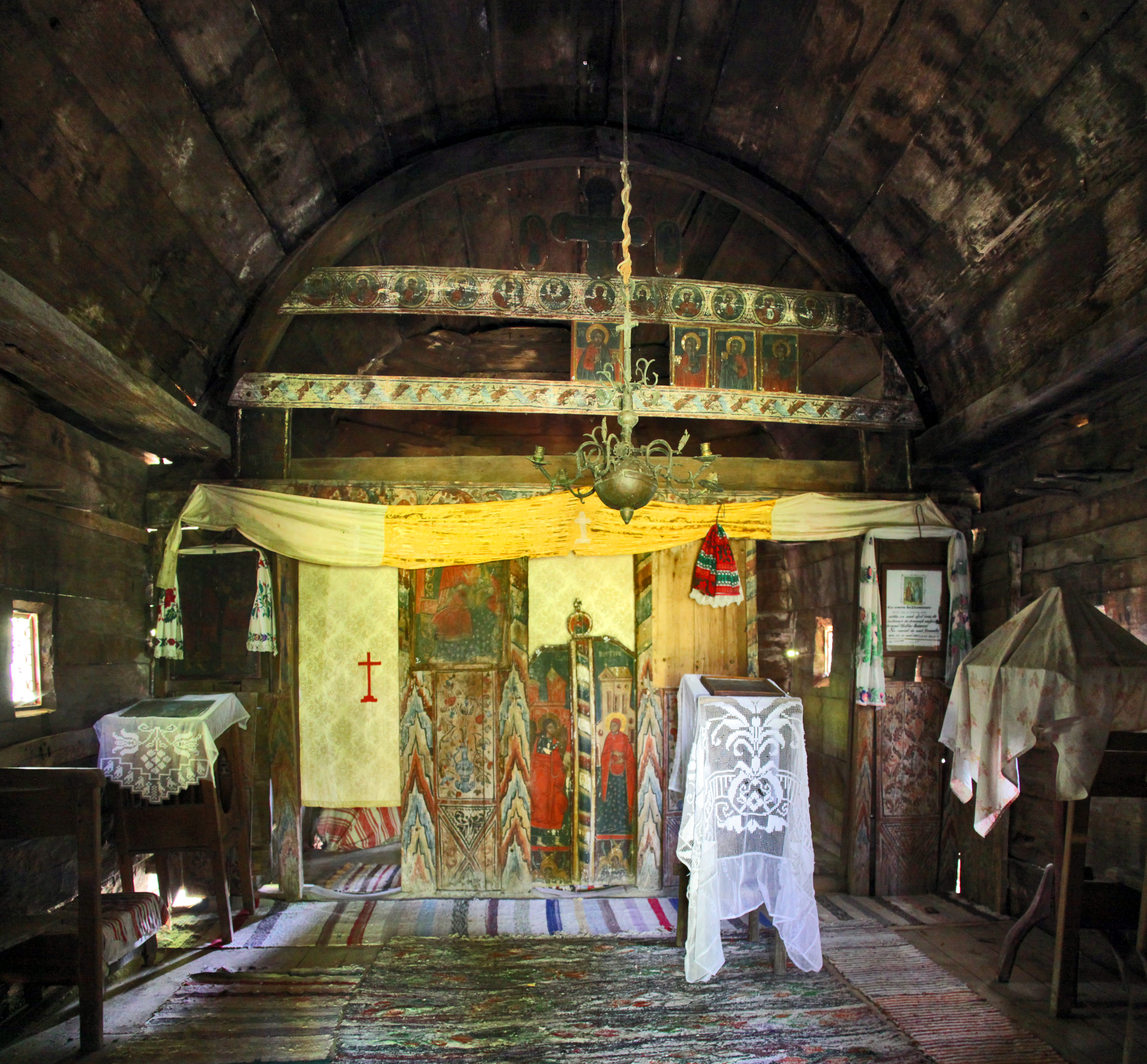
interiorul naosului
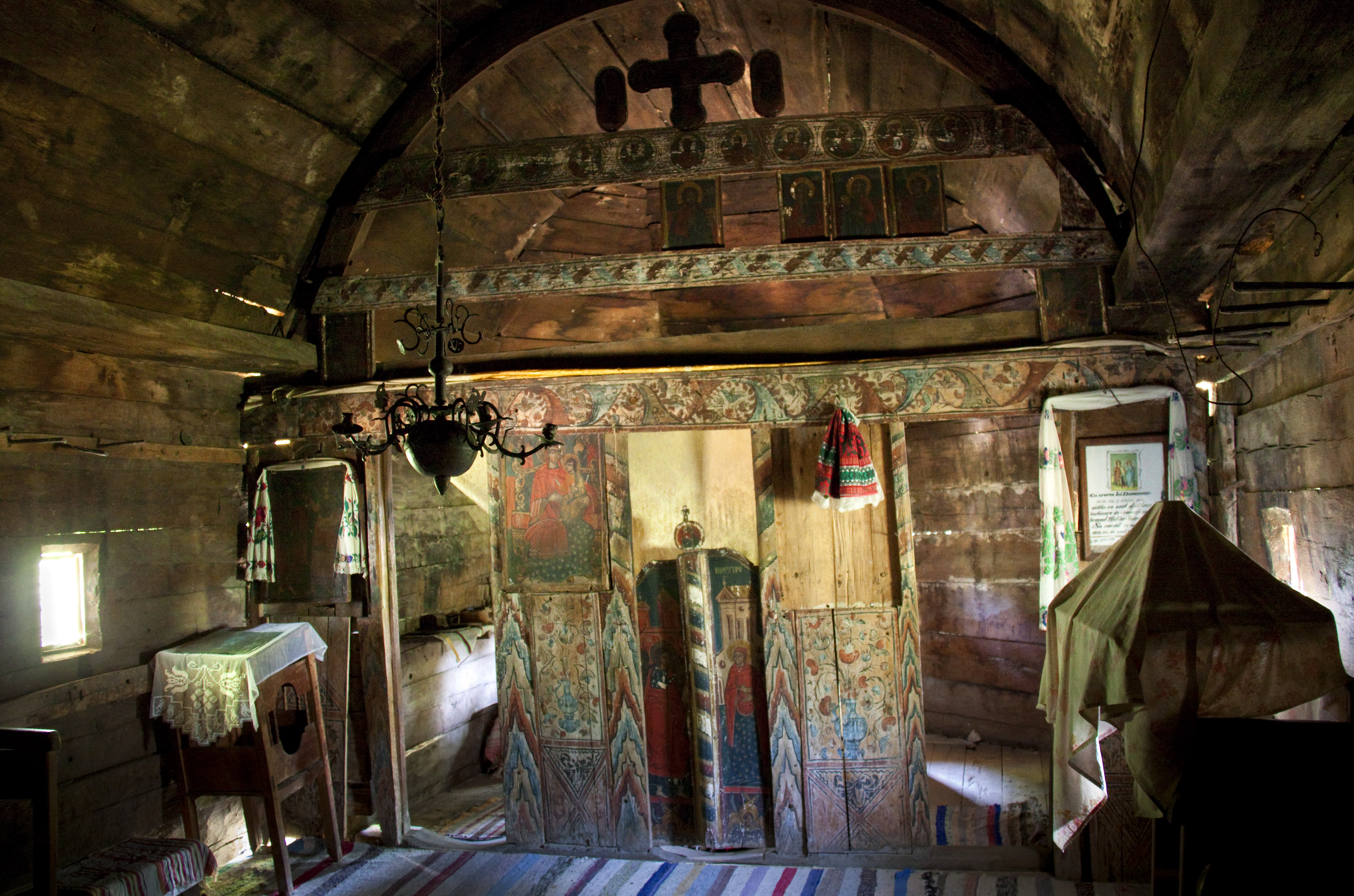
iconostas
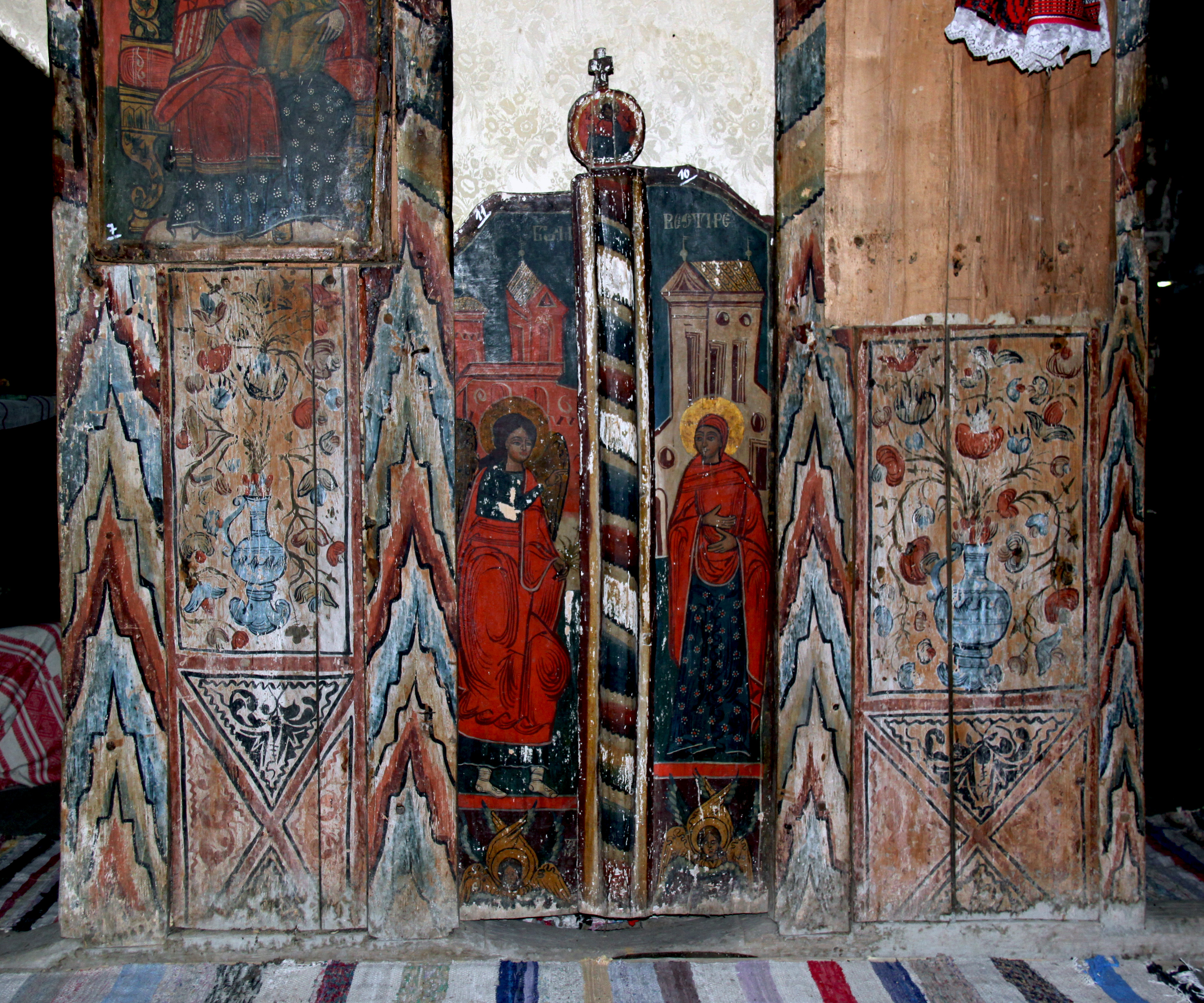
ușile împărătești
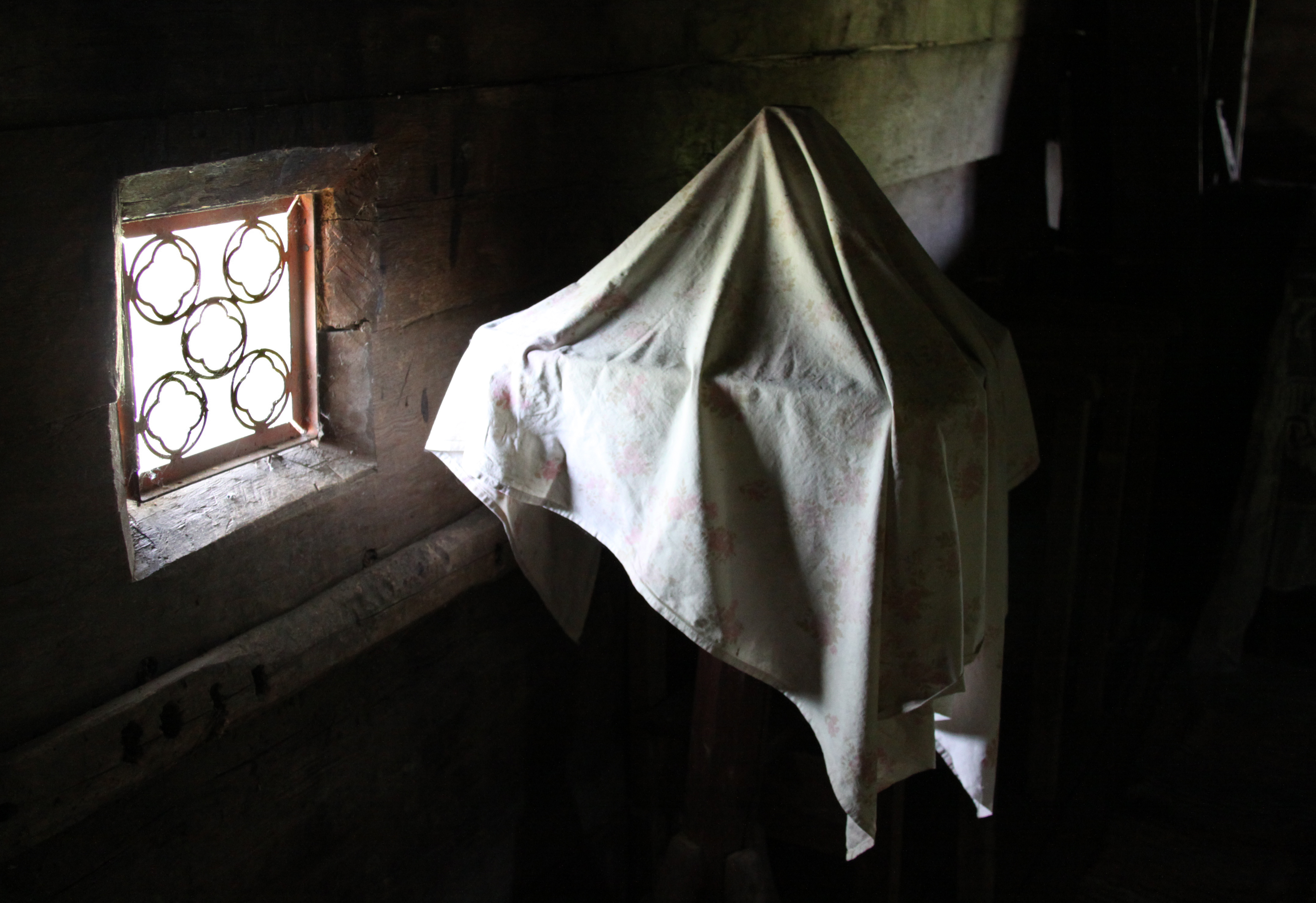
fereastră originală, sud
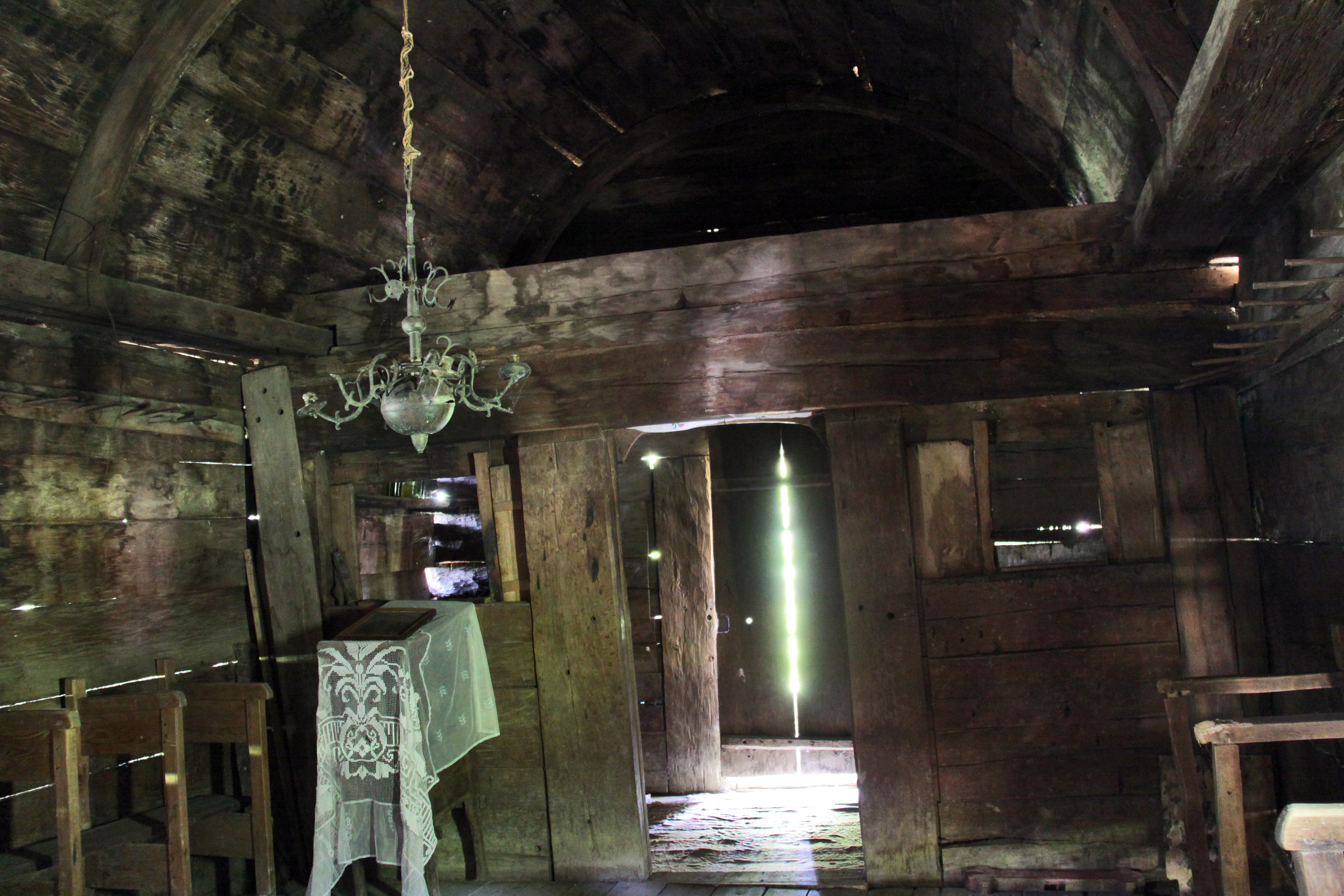
spre tindă
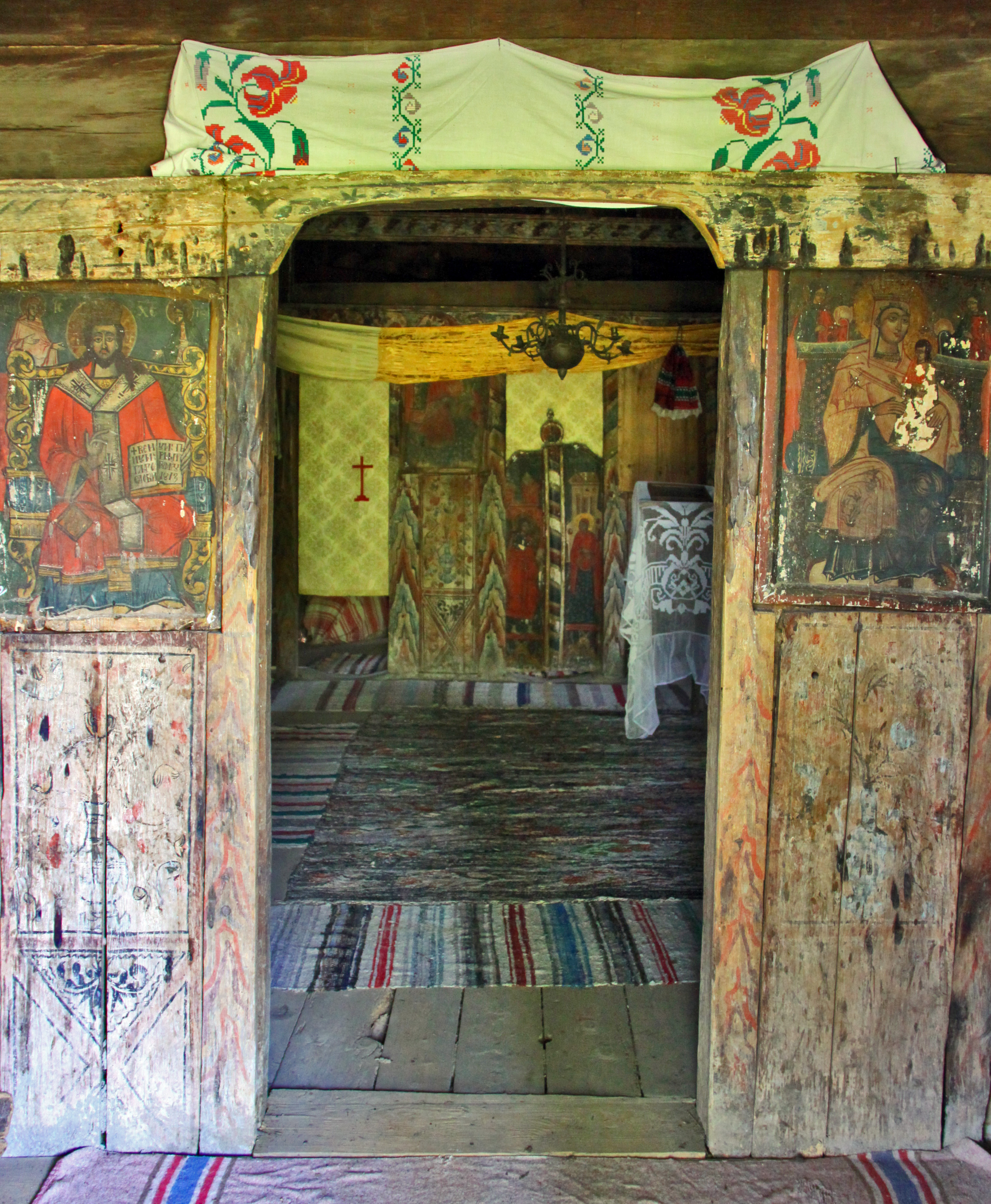
intrare naos
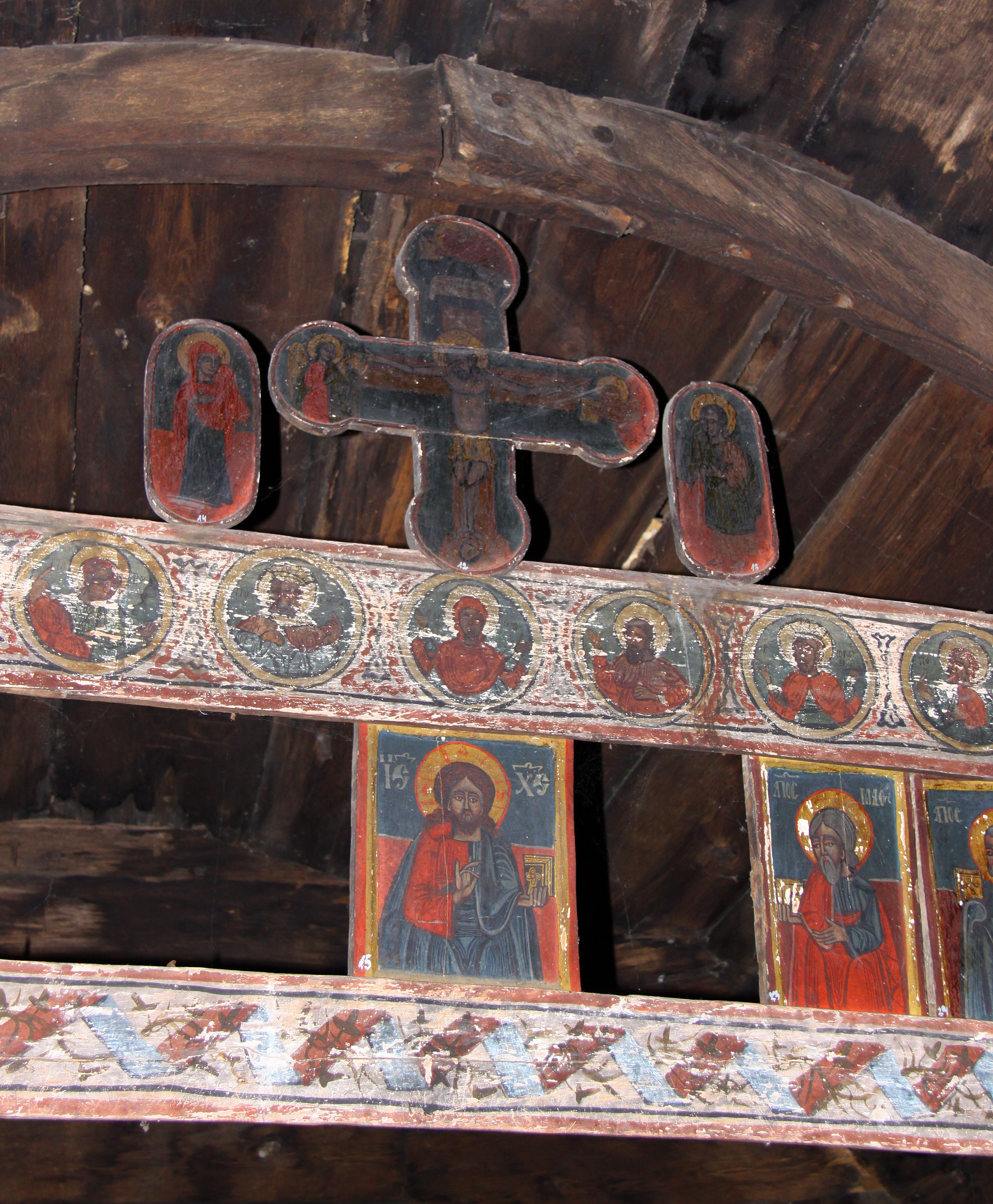
cruce cu molenii peste iconostas
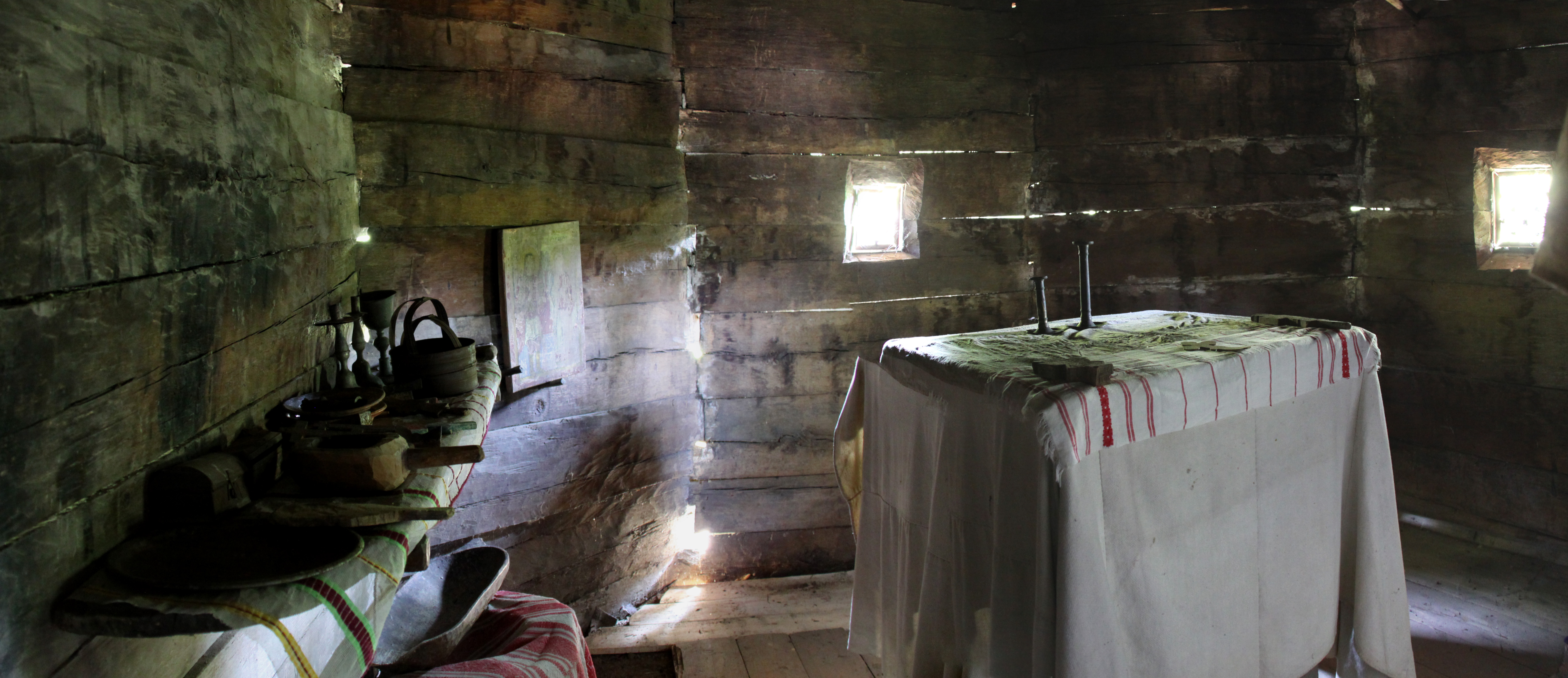
altar

## Imagini din cimitir

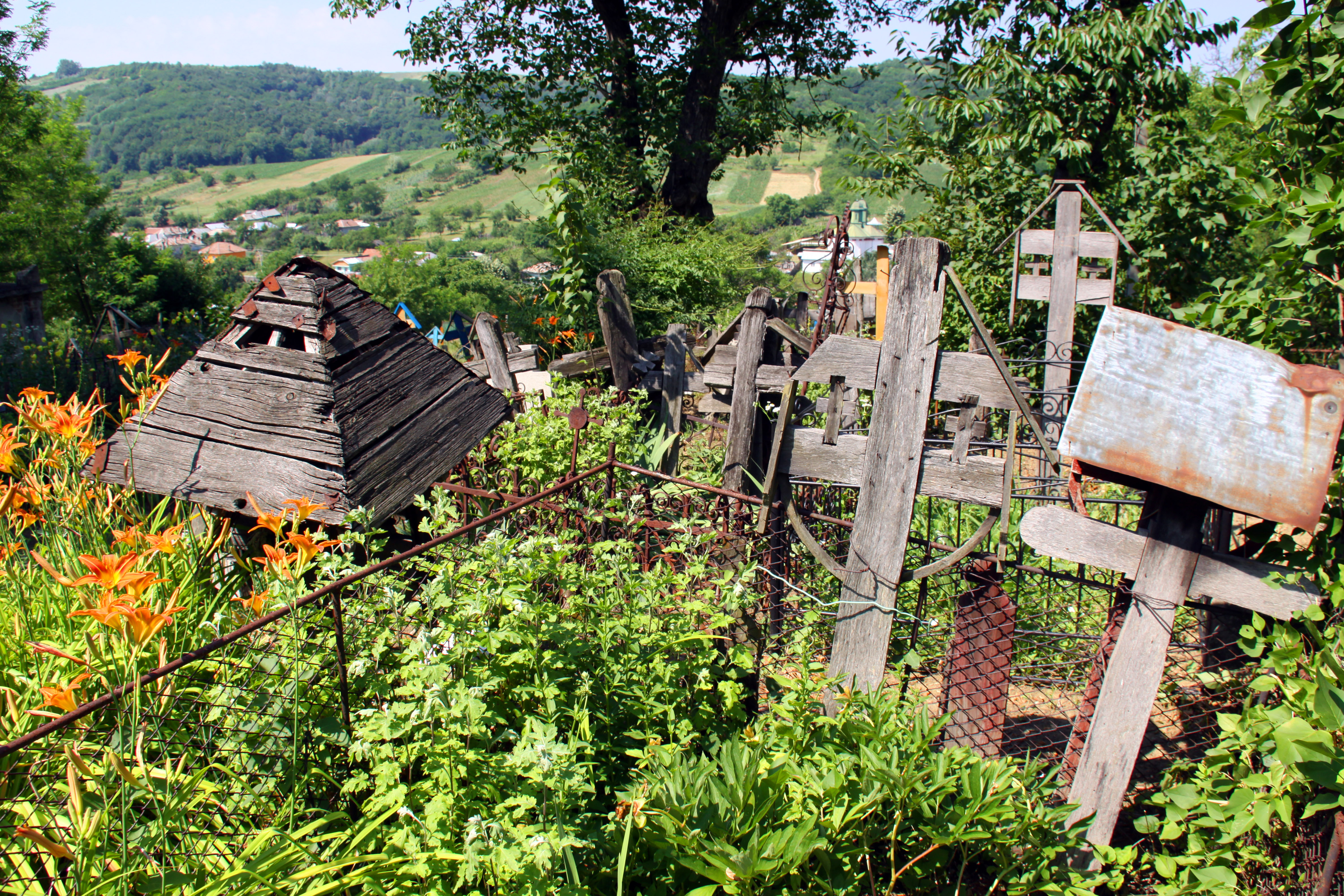
cimitirul satului
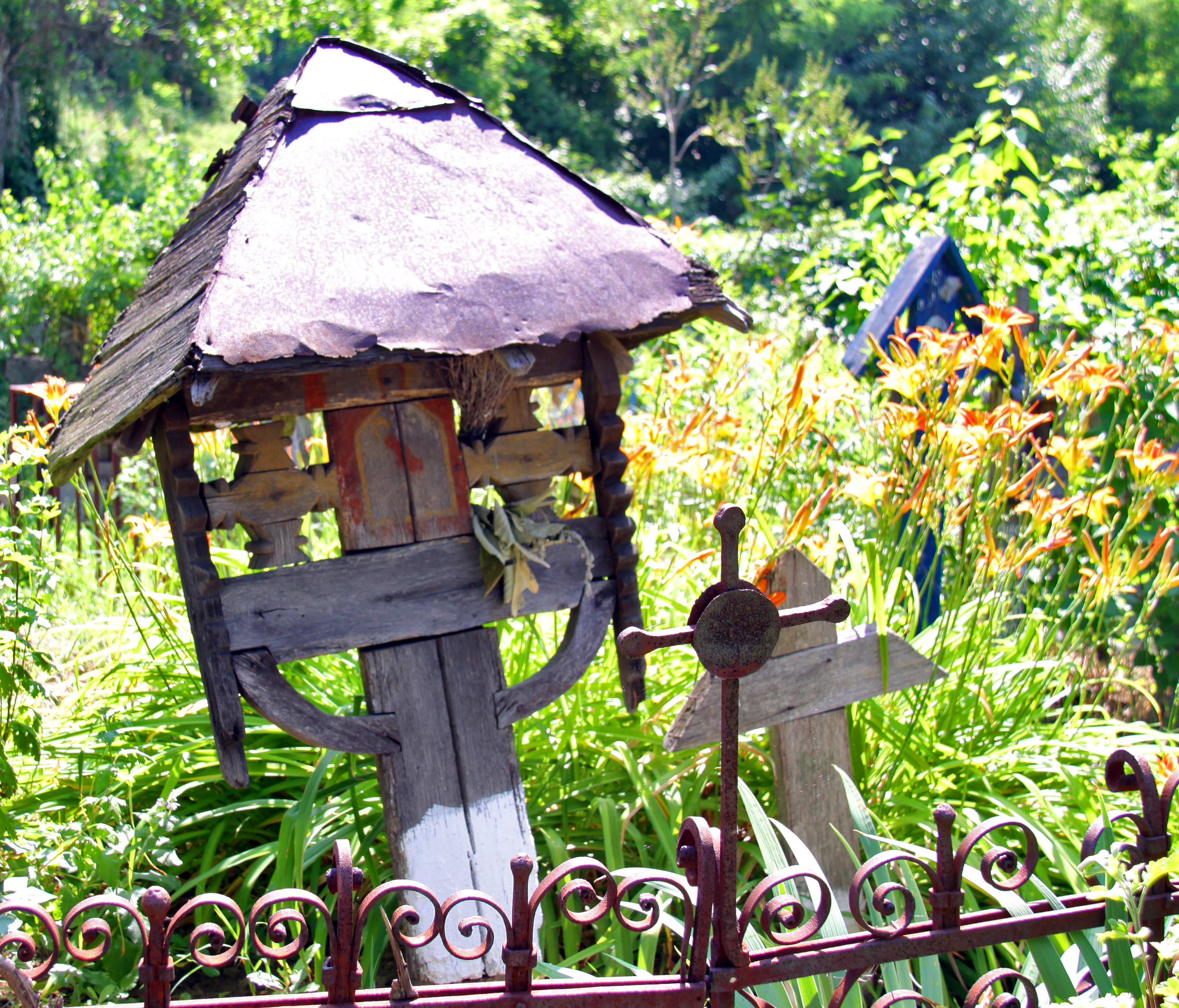
cruci pictate
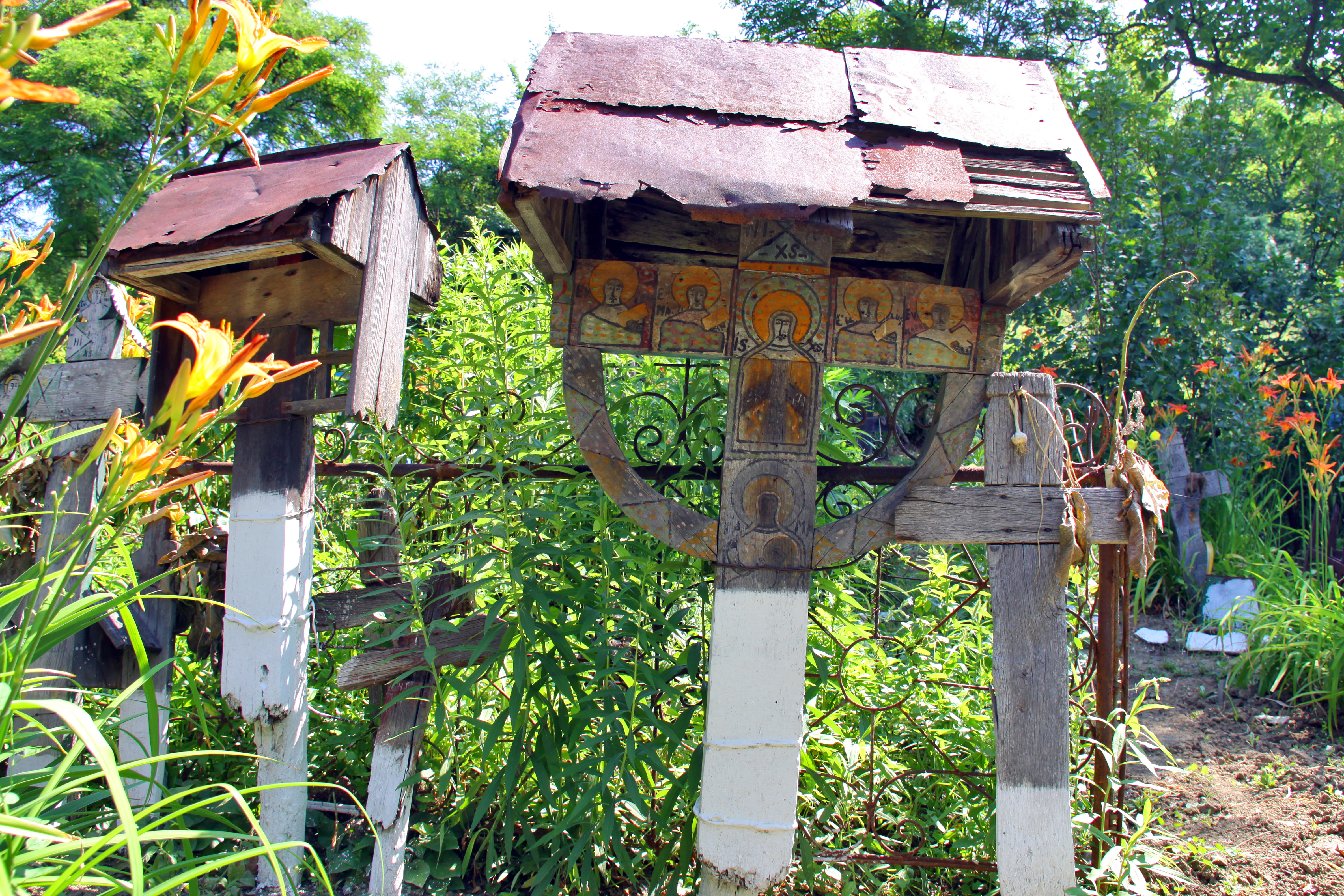
cruci pictate
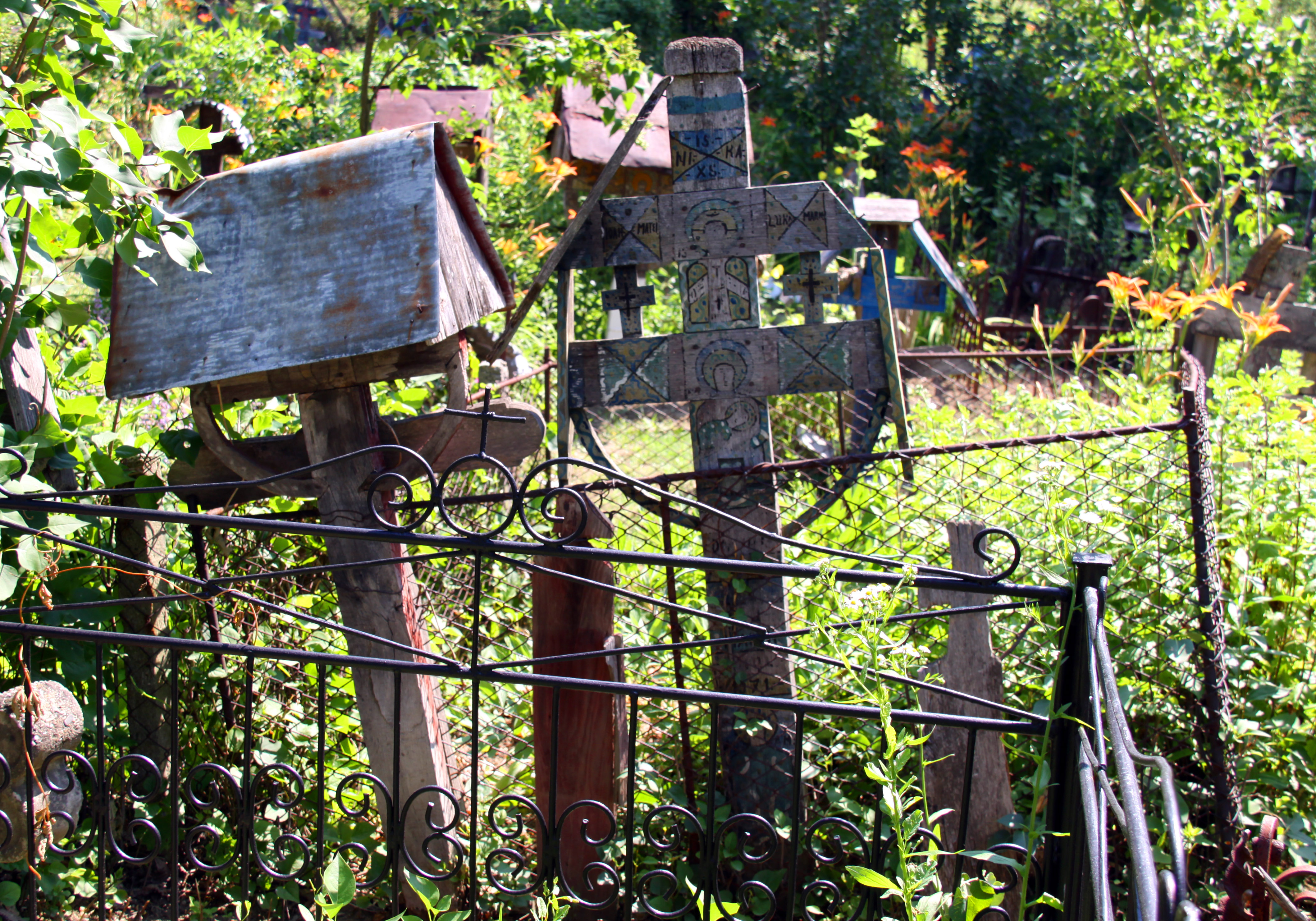
cruci pictate
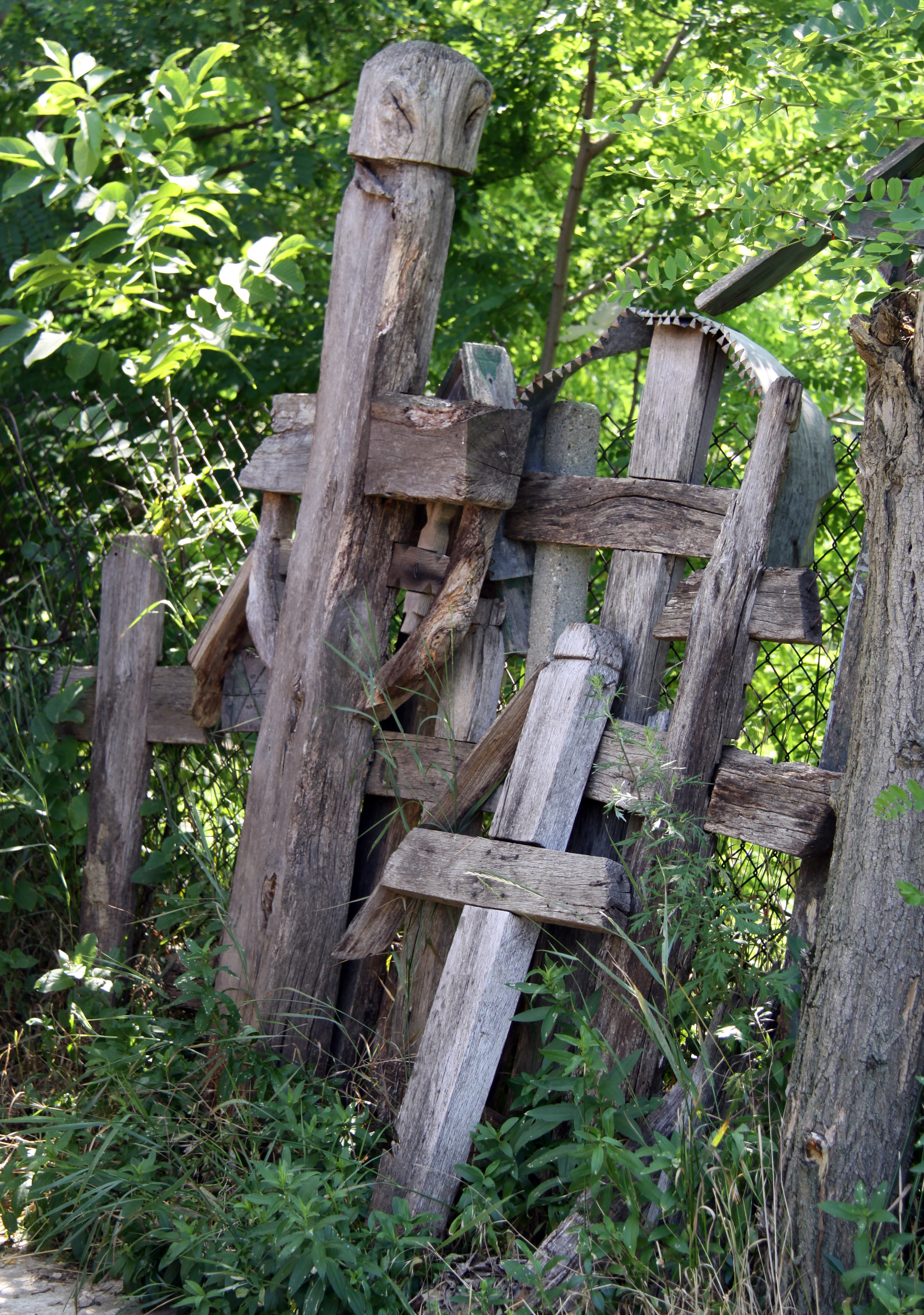
cruci vechi